# Vaya par
Vaya par, también llamado Vaya par...de tres, fue un programa de televisión producido por Cuarzo y emitido por la cadena española Antena 3 en el verano de 2009.

## Formato
Emitido de lunes a viernes a las 16 horas, el programa hacía un repaso a temas de actualidad, con debates y tertulias centradas especialmente en el género conocido como crónica social.

## Historia
A la vista de los escasos resultados de audiencia del espacio Tal cual lo contamos, que ocupaba la franja horaria inmediatamente posterior y siguió emitiéndose durante esos meses, la cadena decidió apostar por un nuevo formato que iniciaría su emisión en verano y, en caso de cuajar entre los telespectadores, permanecería en parrilla. A los dos presentadores inicialmente considerados, María Patiño y Jesús Mariñas, se decidió sumar, pocos días antes del estreno a Julian Iantzi que se había dado a conocer con la versión española de El muro infernal. Desde el 24 de agosto, se produjo el relevo de Iantzi por Ximo Rovira.

## Colaboradores
Entre los colaboradores habituales del programa, figuraron Ángel Antonio Herrera, Chelo García Cortés y Aurelio Manzano, Jorge Ogalla, Saúl Ortiz y Joana Morillas.

## Audiencias
La audiencia media del espacio se situó entre el 10 y el 12% de cuota de pantalla.